# Herb Kalwarii Zebrzydowskiej
Herb Kalwarii Zebrzydowskiej – jeden z symboli miasta Kalwaria Zebrzydowska i gminy Kalwaria Zebrzydowska w postaci herbu.

## Wygląd i symbolika
Herb przedstawia w polu czerwonym złotą chorągiew kościelną o trzech polach, z frędzlami, zawieszoną na poprzecznym drzewcu ze złotym krzyżem kawalerskim bezpośrednio na nim opartym. 
Herb nawiązuje do herbu Radwan Mikołaja Zebrzydowskiego – fundatora sanktuarium pasyjno-maryjnego oo. bernardynów w Kalwarii Zebrzydowskiej.

## Historia
Jan Zebrzydowski (syn Mikołaja) w 1640 r. nadał miastu przywileje i nazwę Nowy Zebrzydów. Władzę w mieście za zezwoleniem pańskim sprawował wójt, władzą zwierzchnią był Jan Zebrzydowski, który sygnował akta urzędowe pieczęcią z herbem rodowym zebrzydowskim Radwan, aby w ten sposób podkreślić przynależność i posiadanie miasta. Na pieczęci wokół tarczy znalazło się osiem krzyży, cztery ćwiekowe na bokach tarczy, zaś cztery luzem pomiędzy nimi. Krzyże nawiązywały do pielgrzymkowego charakteru miasta i jego nazwy. W XVIII i XIX w osiem krzyży, zastąpiono sześcioma czaszkami rozmieszczonymi wokół tarczy z zaćwieczonymi na nich krzyżami. Czaszki zwieńczone krzyżykami to nawiązanie do nazwy miasta (Słowo Calvaria z hebrajskiego golgotha- czaszka). 
Herb przyjęty został uchwałą rady miejskiej nr XII/102/99 z 2 grudnia 1999 r.